# Eriotheca roseorum
Eriotheca roseorum är en malvaväxtart som först beskrevs av José Cuatrecasas, och fick sitt nu gällande namn av André Georges Marie Walter Albert Robyns. Eriotheca roseorum ingår i släktet Eriotheca och familjen malvaväxter. Inga underarter finns listade i Catalogue of Life.